# 照东站
照东站位于甘肃省瓜州县，建于1958年，是兰新铁路的一个车站。距离兰州站1126公里，距上行车站大泉站22公里，距下行车站红柳河站27公里。该站隶属乌鲁木齐铁路局。

## 业务范围
- 客运：办理旅客乘降;行李、包裹托运；
- 货运：办理整车货物发到